# Amada Imortal
Amada Imortal (Unsterbliche Geliebte em alemão) é como ficou conhecida uma pessoa desconhecida a quem foi endereçada uma carta de amor escrita pelo compositor alemão Ludwig van Beethoven nos dias 6 e 7 de julho de 1812 em Teplice, atual República Checa. A carta possivelmente não foi enviada e foi encontrada na casa do compositor após sua morte. Ela ficou sob os cuidados de Anton Schindler até sua morte, quando então ficou com sua irmã, e então foi vendida em 1880 para a Biblioteca Estatal de Berlim, onde permanece até hoje. A carta foi escrita a lápis.
Beethoven não especificou um ano ou local na carta. Tais informações só foram determinadas nos anos 1950 por meio de uma análise da marca d'água do papel. Não há consenso entre os estudiosos sobre quem seria a mulher a quem o texto foi endereçado. Dois dos nomes mais defendidos são Antonie Brentano e Josephine Brunsvik. Outras possibilidades incluem Julie ("Giulietta") Guicciardi, Therese Malfatti, Anna-Marie Erdödy, Bettina Brentano, e outros.

## Trecho da carta
A carta ocupa dez pequenas páginas no total.

"Meu anjo, meu tudo, meu próprio ser – Hoje apenas algumas palavras à caneta (à tua caneta). Só amanhã os meus alugueres estarão definidos – que desperdício de tempo... Por que sinto essa tristeza profunda se é a necessidade quem manda? Pode o teu amor resistir a todo sacrifício embora não exijamos tudo um do outro? Podes tu mudar o fato de que és completamente minha e eu completamente teu? Oh Deus! Olha para as belezas da natureza e conforta o teu coração. O amor exige tudo, assim sou como tu, e tu és comigo. Mas esqueces-te tão facilmente que eu vivo por ti e por mim. Se estivéssemos completamente unidos, tu sentirias essa dor assim como eu a sinto. [...] Nós provavelmente devemos nos ver em breve, entretanto, hoje eu não posso dividir contigo os pensamentos que tive nos últimos dias sobre minha própria vida – Se os nossos corações estivessem sempre juntos, eu não teria nenhum... O meu coração está cheio de coisas que eu gostaria de te dizer – ah – há momentos em que sinto que esse discurso é tão vazio – Alegra-te – Lembra-te da minha verdade, o meu único tesouro, o meu tudo como eu sou o teu. Os deuses devem-nos mandar paz... Teu fiel Ludwig"